# یواس‌اس کارنی (دی‌دی‌جی-۶۴)
یواس‌اس کارنی (دی‌دی‌جی-۶۴) (به انگلیسی: USS Carney (DDG-64)) یک کشتی است که طول آن 505 ft (153.9 m) می‌باشد. این کشتی در سال ۱۹۹۴ ساخته شد.